# Федеральные правила (стандарты) аудиторской деятельности
Федеральные правила (стандарты) аудиторской деятельности (ПСАД) — профессиональные стандарты для осуществления аудиторской деятельности в Российской Федерации, разработанные Министерством финансов. Стандарты первой очереди были утверждены Постановлением Правительства РФ от 23 сентября 2002 года; на данный момент не действуют . Они основаны на официальном переводе международных стандартов аудита.

## Список стандартов
1. Цель и основные принципы аудита финансовой (бухгалтерской) отчётности. (основан на МСА 200)
2. Документирование аудита. (МСА 230)
3. Планирование аудита. (МСА 300)
4. Существенность в аудите. (МСА 321)
5. Аудиторские доказательства. (МСА 500) (Утратило силу)
6. Аудиторское заключение по финансовой (бухгалтерской) отчётности. (Утратило силу)(МСА 700)
7. Контроль качества выполнения заданий по аудиту. (МСА 220)
8. Понимание деятельности аудируемого лица, среды, в которой она осуществляется, и оценка рисков существенного искажения аудируемой финансовой (бухгалтерской) отчётности. (МСА 400)
9. Связанные стороны. (МСА 550)
10. События после отчетной даты. (МСА 560)
11. Применимость допущения непрерывности деятельности аудируемого лица. (МСА 570)
12. Согласование условий проведения аудита. (МСА 210)
13. Обязанности аудитора по рассмотрению ошибок и недобросовестных действий в ходе аудита. (Утратило силу)(МСА 240)
14. Учет требований нормативных правовых актов Российской Федерации в ходе аудита. (Утратило силу)(МСА 250)
15. Понимание деятельности аудируемого лица. (Утратило силу) (МСА 310)
16. Аудиторская выборка. (МСА 530)
17. Получение аудиторских доказательств в конкретных случаях. (МСА 501)
18. Получение аудитором подтверждающей информации из внешних источников. (МСА 505)
19. Особенности первой проверки аудируемого лица. (МСА 510)
20. Аналитические процедуры. (МСА 520)
21. Особенности аудита оценочных значений. (МСА 540)
22. Сообщение информации, полученной по результатам аудита, руководству аудируемого лица и представителям его собственника. (МСА 260)
23. Заявления и разъяснения руководства аудируемого лица. (МСА 580)
24. Основные принципы федеральных правил (стандартов) аудиторской деятельности, имеющих отношение к услугам, которые могут предоставляться аудиторскими организациями и аудиторами. (МСА 120)
25. Учет особенностей аудируемого лица, финансовую (бухгалтерскую) отчётность которого подготавливает специализированная организация. (МСА 402)
26. Сопоставимые данные в финансовой (бухгалтерской) отчётности. (МСА 710)
27. Прочая информация в документах, содержащих проаудированную финансовую (бухгалтерскую) отчётность. (МСА 720)
28. Использование результатов работы другого аудитора. (МСА 600)
29. Рассмотрение работы внутреннего аудита. (МСА 610)
30. Выполнение согласованных процедур в отношении финансовой информации. (МСА 920)
31. Компиляция финансовой информации. (МСА 930)
32. Использование аудитором результатов работы эксперта. (МСА 620)
33. Обзорная проверка финансовой (бухгалтерской) отчётности. (МСА 910)
34. Контроль качества услуг в аудиторских организациях. (МСА 220)
Федеральные стандарты аудиторской деятельности (ФСАД)
1. Аудиторское заключение о бухгалтерской (финансовой) отчетности и формирование мнения о её достоверности (ФСАД  1/2010)
2. Модифицированное мнение в аудиторском заключении (ФСАД 2/2010)
3. Дополнительная информация в аудиторском заключении (ФСАД 3/2010)
4. Принципы осуществления внешнего контроля качества работы аудиторских организаций, индивидуальных аудиторов и требования к организации указанного контроля (ФСАД 4/2010)
5. Обязанности аудитора по рассмотрению недобросовестных действий в ходе аудита (ФСАД 5/2010)
6. Обязанности аудитора по рассмотрению соблюдения аудируемым лицом требований нормативных правовых актов в ходе аудита (ФСАД 6/2010)
7. Аудиторские доказательства (ФСАД 7/2011)
8. Особенности аудита отчетности, составленной по специальным правилам  (ФСАД 8/2011)
9. Особенности аудита отдельной части отчетности  (ФСАД 9/2011)